# Estación de Vellisca
Vellisca es un antiguo apeadero ferroviario clausurado situado en el municipio español homónimo en la provincia de Cuenca, comunidad autónoma de Castilla-La Mancha.

## Situación ferroviaria
La ubicación del antiguo apeadero se encuentra en el punto kilométrico 84,2 de la línea férrea 310 de la red ferroviaria española que une Aranjuez con Valencia, entre las estaciones de Paredes de Melo y Huete.  
El tramo es de vía única y está sin electrificar. Se encuentra a 866,07 metros de altitud.

## Historia
La estación abrió al tráfico ferroviario el 6 de septiembre de 1883, si bien no fue inaugurada oficialmente hasta el 5 de septiembre de 1885, cuando MZA se hizo con la concesión de la línea entre Aranjuez y Cuenca comprando los derechos de la misma a la compañía del ferrocarril de Aranjuez a Cuenca, constructora del trazado.
En 1941, con la nacionalización de la totalidad de la red ferroviaria española la estación pasó a ser gestionada por RENFE. El 31 de diciembre de 2004 Renfe Operadora pasó a explotar la línea mientras que Adif quedó como titular de las instalaciones ferroviarias.
Fue dada de baja como dependencia de la línea el 30 de mayo de 2017.

## La estación
Únicamente cuenta con un refugio metálico. Carece de servicio de viajeros desde junio de 2013.
El edificio de viajeros (11,9 m x 5,9 m) y el muelle de carga (10 m x 6 m) fueron derribados a finales del siglo XX.